# كريستوفر ليندكويست
كريستوفر ليندكويست (بالنرويجية البوكمول: Christoffer Lindquist)‏ هو لاعب كرة قدم نرويجي في مركز الدفاع، ولد في 30 أكتوبر 1995. لعب مع Hønefoss BK ‏.

## وصلات خارجية
- كريستوفر ليندكويست على موقع اتحاد النرويج (النرويجية)
- كريستوفر ليندكويست على موقع قاعدة بيانات كرة القدم.إي يو (الإنجليزية)